# Фёдоров, Александр Дмитриевич
Александр Дмитриевич Фёдоров (род. 18 мая 1956, Астрахань) — советский и российский актёр театра и кино, заслуженный артист России (1995).

## Биография
Александр Фёдоров родился 18 мая 1956 года в Астрахани.
В 1977 году окончил Саратовское театральное училище им. И. А. Слонова (мастерская Н. Д. Шляпниковой) и был призван на срочную службу в Советскую Армию.
В 1980 году демобилизовался и был принят в труппу Саратовского театра юного зрителя.
Кандидат в мастера спорта по фехтованию. Инструктор ушу, имеет диплом Пекинской академии УШУ (профессор Ся Ба Хуа).
В 1991—2013 годах занимался педагогической деятельностью на театральном факультете Саратовской консерватории им. Л. В. Собинова.

## Признание и награды
- 1995 — Заслуженный артист России[1]
- Лауреат Всероссийского конкурса чтецов им. А. С. Пушкина[3]
- Лауреат областного театрального фестиваля «Золотой Арлекин»[3]
- 2005 — Специальный приз Экспертного совета III фестиваля «Золотой Арлекин» «За проникновение в глубину человеческого духа»

## Творчество

### Роли в театре

#### Саратовский театр юного зрителя
- 1998 — «Волки и овцы» А. Н. Островского. Режиссёр: Виталий Иванов — Мурзавецкий[4]
- 1999 — «Золотой ключик» А. Н. Толстого. Режиссёр: Татьяна Асейкина — Базилио
- 2007 — «Школа злословия» Шеридана. Режиссёр: Дмитрий Турчанинов — Крэбтри
- 2008 — «Синяя птица» Мориса Метерлинка. Режиссёр: Александр Пономарёв — Огонь, Дух Каштана, Блаженство Быть Собственником
- 2009 — «Ревизор» Н. В. Гоголя. Режиссёр: Михаил Бычков — Добчинский
- 2010 — «Завтра была война» Борис Васильев. Режиссёры: Виктория Самохина, Елена Краснова — Люберецкий

### Фильмография
- 1977 — Ветер «Надежды» — Володя Гриманин
- 1979 — Аллегро с огнём[3]
- 1997 — Чистилище
- 2005 — Каменская 4 (серия Личное дело) — следователь Михаил Ермилов
- 2005 — Парниковый эффект — Попутчик
- 2009 — Верую! — Учитель
- 2010 — Последняя встреча — начальник заставы
- 2011 — Приставы